# Đặng Thu Thảo (sinh 1995)
Đặng Thu Thảo (sinh năm 1995) là một hoa hậu và diễn viên người Việt Nam. Năm 2014, Đặng Thu Thảo đăng quang ngôi vị Hoa hậu Đại Dương Việt Nam và sau đó đại diện Việt Nam tham gia Hoa hậu Quốc tế.

## Tiểu sử
Đặng Thu Thảo sinh năm 1995, tại Cần Thơ. Năm 2014, Đặng Thu Thảo tham gia cuộc thi Hoa hậu Đại dương Việt Nam và xuất sắc đăng quang Hoa hậu tại cuộc thi này. Cô trở thành đại sứ cho quỹ Blue Ocean World để thúc đẩy việc bảo vệ môi trường và tài nguyên biển Việt Nam. Cùng năm cô đại diện Việt Nam tham gia Hoa hậu Quốc tế nhưng không có mặt trong Top 10 người đẹp nhất. Đặng Thu Thảo còn lấn sân sang lĩnh vực diễn xuất và tham gia một số bộ phim:  Người thương kẻ nhớ, Nhà ông Hoàng có ma. Năm 2021, cô đảm nhận vai trò giám khảo cuộc thi Vietnam Fitness Model.

## Đời tư
Ngày 25 tháng 11 năm 2018, Đặng Thu Thảo kết hôn với doanh nhân Phúc Thành sau 3 năm hẹn hò. Tháng 8 năm 2020, Thu Thảo sinh 2 bé trai song sinh đặt tên là Đăng Minh - Quốc Vượng.
Năm 2021, cô chính thức ly hôn với chồng sau ba năm kết hôn.

## Danh sách phim

### Phim truyền hình
| Năm  | Tựa phim              | Vai diễn  | Đạo diễn         | Kênh       | Nguồn |
| ---- | --------------------- | --------- | ---------------- | ---------- | ----- |
| 2015 | Người thương kẻ nhớ   | Út My     | Quyền Lộc        | Let's Viet |       |
| 2016 | Báu vật ngày xuân     | Đông      | Vương Quang Hùng | Let's Viet |       |
| 2016 | Lối thoát nghiệt ngã  | Ngân Hà   | Vũ Huân          | HTV7       |       |
| 2016 | Hot girl làm vợ       | Angela My | Lê Hướng Nam     | SCTV14     |       |
| 2016 | Hồn lụa               | Cẩm Sa    | Lê Văn Thảo      | SCTV14     |       |
| 2018 | Nhà ông Hoàng có ma   | Xuân      | Hoàng Mập        | SCTV14     |       |
| 2018 | Định mệnh trùng phùng | Bảo Quyên | Đặng Minh Quang  | VTV8       |       |
| 2021 | Cuộc chiến nhân tình  | Mai       | Hoàng Mập        | TodayTV    |       |

### Phim điện ảnh
| Năm  | Tựa phim        | Vai diễn | Đạo diễn           | Nguồn |
| ---- | --------------- | -------- | ------------------ | ----- |
| 2015 | Hợp đồng bắt ma | Nga      | Lê Quang Thanh Tâm |       |